# Nahvioci
Nahvioci ist eine der 20 Ortschaften sowie eine der 11 Ortsgemeinschaften der Gemeinde Čelić, Kanton Tuzla, Bosnien und Herzegowina. Sie liegt am Fuße und teils an den Hängen des Berges Nišan im Majevica-Gebirge, welcher für seine mittelalterlichen Stećci in der Region bekannt ist.

## Geschichte

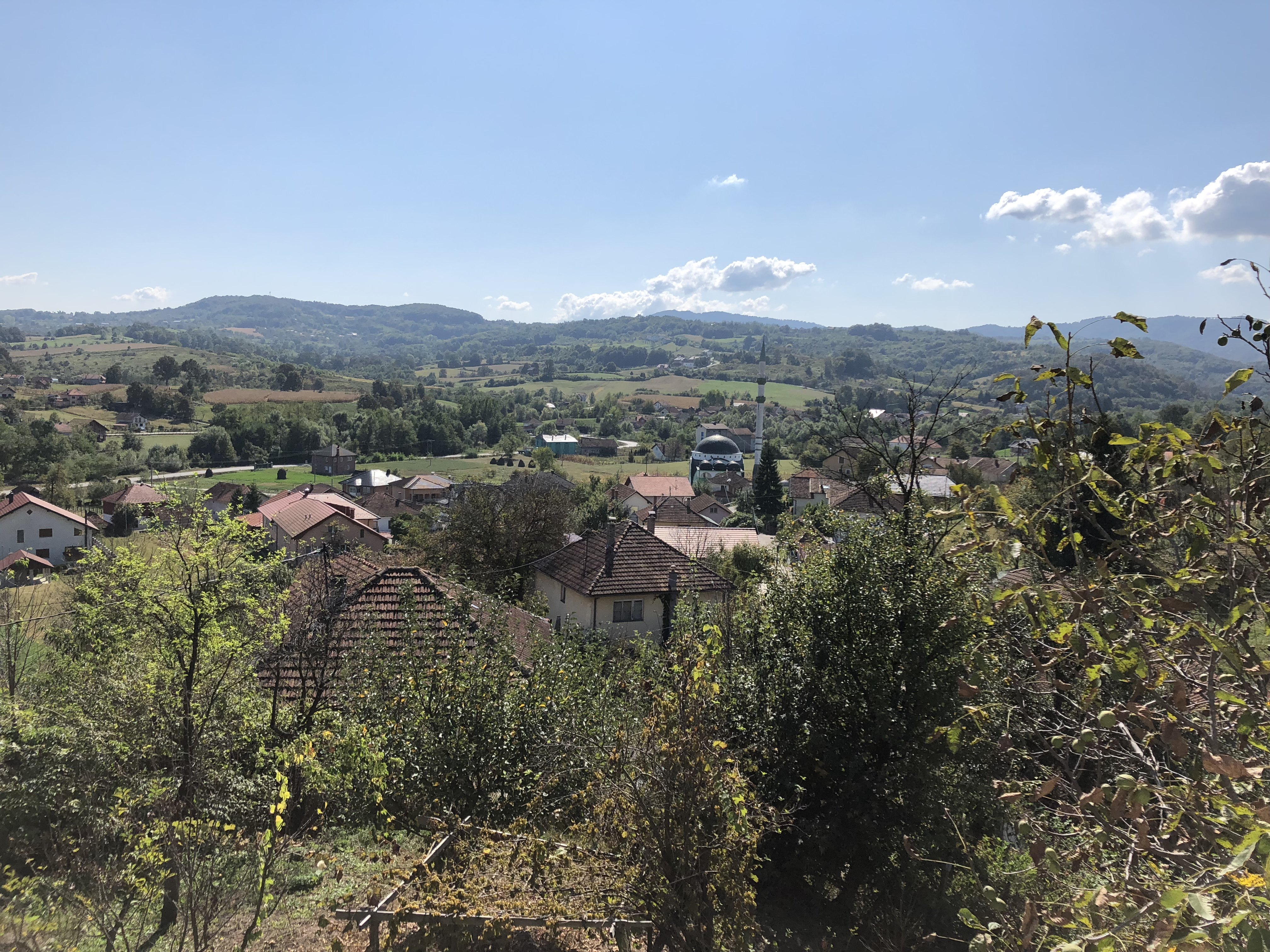
Ansicht von Nahvioci in Richtung Šibošnica

Das heutige Dorf, welches sich in einen unteren, Donja Mahala, sowie einem oberen, Gornja Mahala (oder auch umgangssprachlich Žabari) genannt, Teil erstreckt, wurde von zwei Brüdern aus Buda gegründet. Der lokalen Entstehungsgeschichte nach, besiedelte der ältere Bruder den oberen Teil, während sich der jüngere Bruder im niederen Teil des Dorfes niederließ. In der Ortsgemeinschaft bestehen unter anderem einige Wälder namens Usijela, Cerik, Prisadi, Sječa, Slanovi, Nišan sowie einige Felder wie zum Beispiel Luka, Gajevi, Dolovi, Potoci, Usijela, Brijestovi, Brda, Doline. Mehrere Frischwasserquellen verlaufen ebenfalls durch die Region. Die Regionalstraße R456 führt aus nördlicher Richtung von Miladići aus ins südliche Šibošnica nach Tuzla oder die Republika Srpska am Fluss Šibošnica entlang, welcher die Gemeindehauptstadt Čelić durchfließt und auch die natürliche Grenze zum Nachbarort darstellt.
Während des 2. Weltkrieges wurden Nahvioci und die umliegenden Dörfer von den faschistischen kroatischen Ustascha-Truppen okkupiert. Währenddessen fanden AVNOJ-Partisanenbewegungen aus Richtung Brnjik über Nahvioci nach Tuzla statt, um die lokalen sowie dortigen Besatzungstruppen zu schwächen.
Der Zerfall Jugoslawiens trug dazu bei, das bosnisch-serbische Verbände aus Bijeljina mit der Gemeinde Lopare die international und völkerrechtlich nicht anerkannte SAO Semberija i Majevica gründeten. Durch diesen Plan sollte Nahvioci als Teil Lopares durch separatistische Kräfte widerrechtlich angeschlossen werden. Die Bürger von Nahvioci haben mit ihren Nachbarortsgemeinschaften in einem demokratischen Prozess, bei dem 99,9 % der Wahlbeteiligten für eine unabhängige Gemeinde unter der Führung der größten Stadt in der Region Čelić wählten, den Zusammenhalt innerhalb der Republik Bosnien und Herzegowina gewahrt. Im Rahmen des Bosnienkrieges wurde die Ortschaft von bosnischen Regierungstruppen des 2. Korpus durch das PDO (Protivdiverzantski Odred) "Vjetrenik" Humci-Nahvioci verteidigt. Aufgrund des nahen Frontverlaufes war die Ortschaft direkt von aktiven Kampfhandlungen betroffen und wurde daher teils stark beschädigt. Zudem gab es am Flussbett der Šibošnica ein nahegelegenes, für Vertriebene gebaute Notunterkunft.
Da die Ortsgemeinschaft nicht wie ihr Nachbarort Šibošnica unmittelbar an der Entitätenlinie zum Nachbarentität Republika Srpska liegt, konnte die Ortschaft ihren historischen Dorfverlauf beibehalten.
Die Ortschaft selbst beherbergt (Stand 2023) einen kleinen ruralen Greißler, eine Bushaltestelle, eine Ausflugshütte am Berg, einige Friedhöfe, einige kleine Parks sowie die im Bosnienkrieg beschädigte, mit finanzieller Unterstützung Saudi-Arabiens generalsanierte Moschee.

## Demografie
Das Dorfbild ist durch das in der Landschaft markant stehende Minarett muslimisch geprägt und wird größtenteils von Bosniaken bewohnt.
|           | Volkszählung 2013 | Volkszählung 1991 | Volkszählung 1981 | Volkszählung 1971 |
| --------- | ----------------- | ----------------- | ----------------- | ----------------- |
| Bosniaken | 542               | 754               | 859               | 915               |
| Serben    | 1                 | 1                 | 19                | 5                 |
| Kroaten   | 3                 | 14                | 8                 | 6                 |
| Andere    | 0                 | 57                | 5                 | 1                 |
| Gesamt    | 546               | 826               | 891               | 927               |